# Nonna
Nonna – imię żeńskie pochodzenia łacińskiego, oznaczające „dziewiąta” (dziewiąte dziecko w rodzinie) (analogicznie do Oktawia – „ósma”). Patronką tego imienia jest św. Nonna, matka św. Grzegorza z Nazjanzu.
Męskim odpowiednikiem jest Nonnus.
W Polsce imię występuje od 1439 roku. Pozostaje rzadko nadawanym, w XXI wieku jego popularność rośnie. W 1994 roku zarejestrowano 65 kobiet o tym imieniu. W styczniu 2025 w rejestrze PESEL, wśród publicznie dostępnych danych dotyczących osób żyjących, wykazano 271 kobiet o imieniu Nonna nadanym jako imię pierwsze. 
Nonna imieniny obchodzi 14 stycznia i 5 sierpnia.

## Kobiety o imieniu Nonna
- Nona Gaprindaszwili – gruzińska szachistka.
- Nonna Murawjowa – radziecka polityk.